# Branden Jacobs-Jenkins
Branden Jacobs-Jenkins (Washington, 29 dicembre 1984) è un drammaturgo statunitense.

## Biografia
Nato e cresciuto a Washington, ha studiato antropologia all'Università Princeton e, dopo aver conseguito la laurea nel 2006, si è specializzato in performance studies, conseguendo un master of arts alla New York University nel 2007. Successivamente ha studiato drammaturgia alla Juilliard School e ha cominciato a farsi notare come editore e critico per il New Yorker.
Nel 2010 la sua pièce Neighbors è stata portata al debutto nell'Off-Broadway e nel 2014 i suoi drammi Approrpiate e An Octoroon hanno vinto l'Obie Award per la migliore nuova opera teatrale. Nel 2016 ha vinto un Premio Letterario Windham-Campbell e la MacArthur Fellowship, mentre la sua quinta pièce, Gloria (2014), è stata candidata al Premio Pulitzer per la drammaturgia; Jacobs-Jenkins avrebbe ricevuto una nuova candidatura al Pulitzer nel 2018 per Everybody. 
Nel 2023 Appropriate è stata proposto in cartellone anche a Broadway, dove ha vinto il Tony Award per il miglior revival di un'opera teatrale; nello stesso anno il dramma The Comeuppance è stato portato al debutto nell'Off-Broadway, prima di essere rappresentato all'Almeida Theatre di Londra l'anno successivo. Nel 2024 il dramma Purpose ha avuto la sua prima a Chicago ed è stato poi riproposto a Broadway nel 2025, dove ha vinto il Premio Pulitzer, il Tony Award alla migliore opera teatrale, il New York Drama Critics' Circle e il Drama Desk Award.

## Opere
- Neighbors (Off-Broadway, 2010)
- War (Yale Repertory Theatre, 2014)
- Appropriate (Off-Broadway, 2014)
- An Octoroon (Off-Broadway, 2014)
- Gloria (Off-Broadway, 2015)
- Everybody (Off-Broadway, 2017)
- Girls (Yale Repertory Theatre, 2019)
- The Comeuppance (Off-Broadway, 2023)
- Purpose (Steppenwolf Theatre Company, 2024)